# ديفيد جي. برادلي
ديفيد جي. برادلي هو جراح وسياسي أمريكي، ولد في 22 فبراير 1915، وتوفي في 7 يناير 2008. نشط حزبياً في الحزب الديمقراطي. وقد انتخب عضو مجلس نواب نيوهامبشير ‏.